# نیروگاه بادی دورپر
نیروگاه بادی دورپر (انگلیسی: Dorper Wind Farm) یک نیروگاه عملیاتی به ظرفیت ۱۰۰ مگاوات است که در استان کیپ شرقی، آفریقای جنوبی واقع شده است.
فعالیت تجاری این نیروگاه از سال ۲۰۱۴ شروع گردید و برق تولیدی را طی قرارداد خرید برق ۲۰ ساله به کمپانی ایسکوم شرکت ملی برق آفریقای جنوبی فروخت.